# 360圈
360圈（www.360quan.com）是一个针对年轻人的，中国大陆的一个社交网络服务(SNS)网站。

## 概述
360圈于2007年2月18日上线，主要以15至25岁的年轻人为目标受众，提供博客、相册、音乐、视频等多媒体服务，是一个以娱乐为主的集SNS和多媒体于一身的网络平台。
2007年初获得 Koolanoo集团独家注资300万美元，同年12月，再次获得集团500万美元。2008年8月，获得第三轮投资2500万美元。
在百度推出的「2007中国空间社区（博客）研究报告中」，360圈在交互性排名中列第七位，并被评为中国成长最快的网站之一。2008年1月，被艾瑞评选为"2007年网民最喜欢的休闲交友网站"
2010年7月，360圈宣布关闭运营。

## 争议
2008年9月，360圈传出破产传闻。后证实是和员工离职有关。， 360圈主要面对85后（15-25）岁的年轻潮流群体。 “非主流”“不靠谱”“90后脑残儿”成为这些年轻人的新的代名词。因此有人称360圈为“年轻脑残交友站 ”，认为90后“善变”，很容易移植到其他网站上，并因“360圈蝶变小妖女孩子献身老师”的事情针对90后引发了广泛的争论。

## 类似网站
- facebook
- 开心网
- orkut
- mixi
- 校内网
- 360圈圈
- 360圈子